# Argyroderma fissum
Argyroderma fissum es una especie de planta suculenta perteneciente a la familia de las aizoáceas. Es originaria del sur de África.

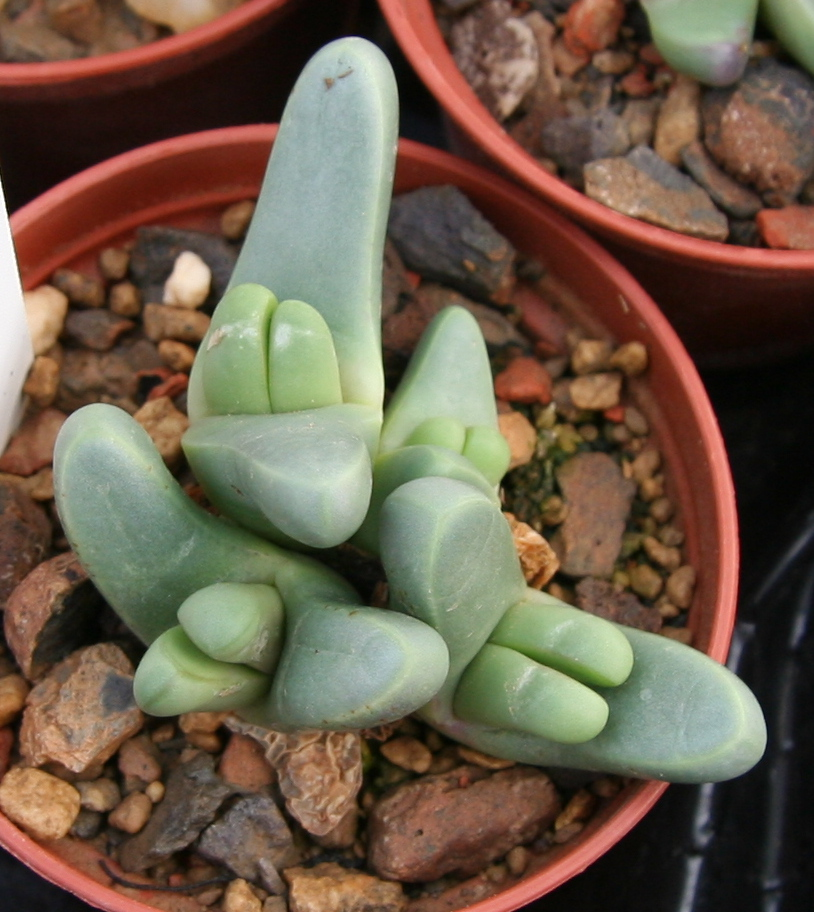
Detalle de la planta

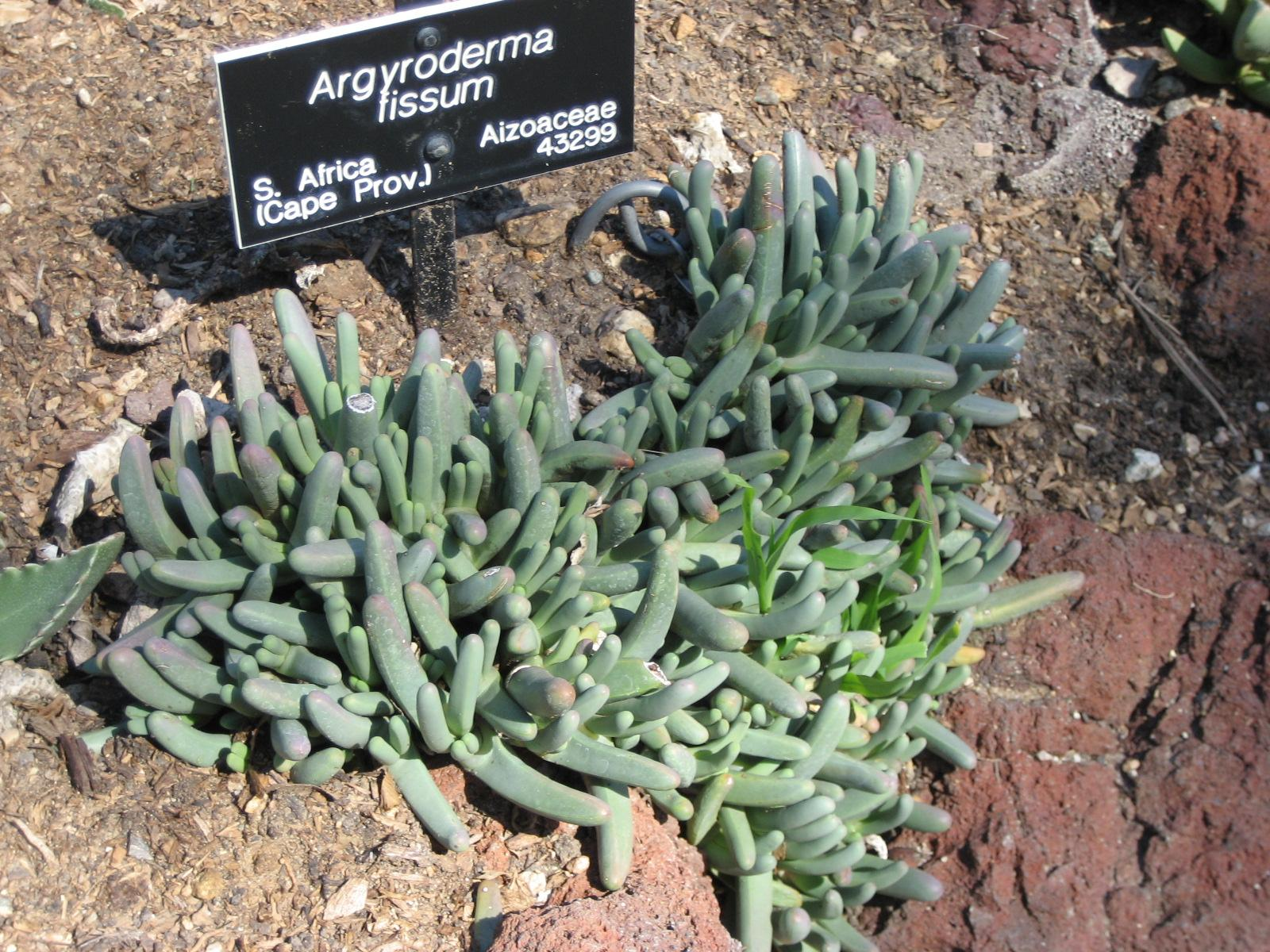
Vista de la planta

## Descripción
Es una planta suculenta que alcanza los 10 cm de altura y se encuentra en altitudes de 120 a 400 metros en Sudáfrica.

## Taxonomía
Argyroderma fissum fue descrito por (Haw.) L.Bolus y publicado en Notes Mesembryanthemum 2: 79 1929.
Argyroderma: nombre genérico que deriva del griego arghyrion = (plata) y dermis = (piel) debido a su aspecto y su color.
fissum: epíteto latino que significa "con hendidura".
Sinonimia
- Mesembryanthemum fissum Haw. (1795) basónimo
- Argyroderma digitifolium (N.E.Br.) Schwantes ex L.Bolus
- Roodia digitifolia N.E.Br. (1922)
- Roodia braunsii (Schwantes) Schwantes
- Argyroderma braunsii (Schwantes) Schwantes
- Cheiridopsis braunsii Schwantes (1928)
- Mesembryanthemum brevipes Schltr.
- Roodia brevipes (Schltr.) L.Bolus
- Argyroderma brevipes (Schltr.) L.Bolus
- Argyroderma hutchinsonii L.Bolus (1929)
- Argyroderma latipetalum var. latipetalum (1934)
- Argyroderma latipetalum L.Bolus (1934)
- Argyroderma latipetalum var. longitubum L.Bolus
- Argyroderma litorale L.Bolus (1966)
- Argyroderma orientale L.Bolus (1934)
- Ruschia socia (N.E.Br.) Schwantes
- Mesembryanthemum socium N.E.Br. (1920)[3]